# Antoine Lyon-Caen
Pour les autres membres de la famille, voir Famille Lyon-Caen.
Pour les articles homonymes, voir Lyon (homonymie) et Caen (homonymie).
Antoine Lyon-Caen est un avocat et juriste français.

## Biographie
Fils de Gérard Lyon-Caen, professeur de droit du travail, il enseigne actuellement à l'université Paris Ouest Nanterre La Défense et est directeur d'études à l'École des hautes études en sciences sociales (EHESS). Il est également le directeur de la Revue de droit du travail.
Il est habituellement présenté par la presse comme une personnalité « de gauche »,,.
En 2015, il rédige avec Robert Badinter, un essai consacré au droit du travail, intitulé Le Travail et la Loi, qui se propose notamment de rendre plus lisible le droit du travail et de le débarrasser de « ses détails superfétatoires ».
Depuis 2016, il est avocat aux conseils.

## Publications
- Le Travail et la Loi, en collaboration avec Robert Badinter, Fayard, 2015.
- L’Entreprise et la crise de sa représentation, en collaboration avec Quentin Urban, Dalloz, 2012.
- L’Essor du vote dans les relations professionnelles, Dalloz, 2010.
- Valutare il diritto del lavoro, en collaboration avec Adalberto Perulli, Cedam, 2010.
- Le Nouveau Code du travail, Dalloz, 2009.
- Les Grands Arrêts du droit du travail, 4e édition, en collaboration avec Jean Pélissier, Antoine Jeammaud et Emmanuel Dockès, Dalloz, 2008.
- Efficacia e Dritto del Lavoro, en collaboration avec Adalberto Perulli, Milan Cedam, 2008.
- Le Droit du travail à l’épreuve de la globalisation, en collaboration avec Quentin Urban, Dalloz, 2008.
- Les Salariés et la défaillance des entreprises, en collaboration avec Quentin Urban, Dalloz, 2007.
- Le Juge et la décision de gestion, en collaboration avec Quentin Urban, Dalloz, 2006.
- Droit du travail et libéralisation des échanges, en collaboration avec Adalberto Perulli, Milan Cedam, 2005.
- La Négociation collective à l’heure des révisions, en collaboration avec Georges Borenfreund, Marie-Armelle Souriac et Isabelle Vacarie, Dalloz, 2005.
- Décentralisation productive, en collaboration avec Adalberto Perulli, Milan Cedam, 2004.
- Droits fondamentaux et droit social, en collaboration avec Pascal Lokiec, Dalloz, 2004.
- Services publics et Droits fondamentaux dans la construction européenne, en collaboration avec Véronique Champeil-Desplats, Dalloz, 2001.
- La Réorganisation des entreprises : Étude comparative européo-russe, Jurist, 2001.
- La Formation des juristes en Europe Occidentale et en Russie, Moscou, 2001.
- European Labour Law : Principles and Policies, Oxford, Clarendon, 1996.
- European Glossary of Labour Law and Industrial Relations, volume France, Oxford – Dublin, 1994.
- Droit commercial européen, en collaboration avec Berthold Goldman et Louis Vogel, Dalloz, 1994.
- Droit social international et européen, Dalloz, 1993.
- European Employment and Industrial Relations Glossary, volume, France, Sweet and Maxwell et office des publications officielles de la CE, 1993.
- Droit du travail, démocratie et crise, an collaboration avec Antoine Jeammaud, Actes Sud, 1986.
- Diritto del Lavoro della Republica Francese, en collaboration avec Antoine Jeammaud, rubrique pour la 4e édition du Digesto Italiana (UTRT, Turin), 1988.
- Droit social international et européen, en collaboration avec Gérard Lyon-Caen, 4e édition, Dalloz, 1980.
- L’Entreprise multinationale face au droit, en collaboration avec Claude Lazarus, Charles Leben, Bernard Verdier, Litec, 1977.